# 特尔特里亚图章

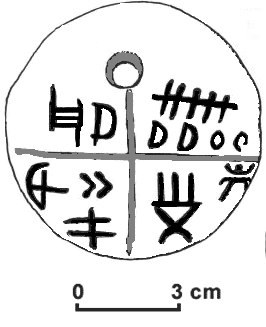
特爾特里亞圖章。

特尔特里亚图章（英语：Tărtăria tablets）是19世纪晚期在罗马尼亚的特兰西瓦尼亚地区挖掘出土的古代标记，共三块，均为陶片。公元前5300年左右，(但根據碳十四探測的結果表明，溫查的文明历史最早可追溯到公元前5500年，與蘇美爾的早期埃利都文化同期)。有学者认为它们是古代的文字，並且發現到圖章上的文字與諸如米諾斯象形文字、或原始楔形文字等的遠古文字互有相似處，可能文化互有同源。这些图章在1961年被重新发现，这一次是在距阿爾巴尤利亞30公里的考古发掘现场。

## 外部連結
- Crişan, Ioana, , IT: PreHistory,   [2018-07-10], （原始内容存档于2020-02-29）.
- Merlini, Marco, , IT: PreHistory,   [2018-07-10], （原始内容存档于2020-02-29）.
- (image), GR: Web Topos,   [2018-07-10], （原始内容存档于2019-01-26）.